# 비바소울
비바 소울은 3인조 힙합 그룹이다. 힙합에 보사노바,소울 등을 감미한 그들만의 음악을 하는 그룹이다. 비바소울로 활동하기 전에는 '18크럭'이라는 펑크 밴드 활동을 했다.

## 멤버 소개
- 김주완 (a.k.a Jood/주드)
- 최사무엘 (a.k.a Samuel/사무엘)
- 박성용 (a.k.a D'low/딜로)[1]

## 18 크럭으로서의 활동
처음에는 펑크 밴드 '18 크럭'으로 이름을 알리기 시작했었다. 실력을 인정받아 크라잉넛 등이 참여한 드럭의 인디 앨범시리즈 '아워 네이션 3집'과 당시 내로라하는 펑크 밴드이 모인 컴필레이션 앨범'3000 Punk'등에 참여하였다.
하지만 펑크를 그만두고 랩의 세계로 빠져들게 되었다.

## 비바소울로서의 활동
'아워 네이션 5집' 앨범에 노래가 수록됨으로써 드럭의 앨범에 또 참여하게 되었지만 이번에는 팀명을 바꿔서 그것도 랩으로 승부를 걸게 되었다.

2005년에는 R&B 전문 기획사 '엠보트' 산하의 인디 레이블 '헝그리 스쿨'와 계약하여 1집 Youth On The Road를 내고 타이틀곡 Swing my brother'로 TV에 출연하는 등 활발한 활동을 하였다.
2007년에는 백지영, 원티드 등이 소속된 'WS 엔터테인먼트'와 계약하여 2집 Refresh를 발매하고 역시 Cry(feat. 하동균)등의 곡으로 호응을 얻었다.
2009년 기준으로는 WS 엔터테인먼트와 계약이 종료된 상태이다.

## 디스코그래피
- 비바소울 앨범의 피춰링진은 화려하다. R&B그룹 원티드의 하동균, 이지린의 프로젝트 그룹 I.R.F의 슈가 플로우, 클래지콰이의 알렉스,레게 듀오 쿤타&뉴올리언스의 쿤타, 인디 밴드 네스티요나의 요나, 파워 플라워의 채영, 가수 휘성등이 참여하였다.

### Our nation 5 (2002)
1. Green Hill Ground
2. Music Picnic
3. Dox Party
4. Skit
5. Green Hill Ground (D Loose Mix)
6. 추억은 보사노바를 타고

### 1집: Youth On The Road (2005)
1. Music Paradise (Feat. Sugar Flow)
2. You're My Sunshine (Feat. 서빛나래)
3. Youth On The Road
4. My Town My Street (Feat. Sugar Flow)
5. Swing My Brother
6. 추억은 보사노바를 타고(Bossa 2 Remember)
7. Interlude - Misterioso Vivasoul Lounge
8. Delight Funk (Feat. 정혜민)
9. No Music No Life (Feat. Sugar Flow)
10. Green Hill Ground (Feat. DJ Smood)
11. Last Scene (Feat. 하동균)
12. Buena Suerte
13. No Music No Life - Ghetto People Mix (Feat. 이채규)

- 아워 네이션 5집과 비바소울 1집에 동시에 수록된 곡 중에 Green Hill Ground와 Music Picnic은 가사 또는 비트가 수정되어서 나왔다.
Green Hill Ground의 경우(사무엘 랩 부분)
아워 네이션 5집
쓰러져 가는 낡은 드럼 지하생활 4년 동안 손가락 깊이 새긴 상처 온전치 못한 피묻은 낡은 드럼 스틱 돌아돌아돌고돌아 여기까지 왔어 후횐 절대 없어 내가 택한 나의 길 시원한 소주 한모금에 시작하는거야 supanicesliding 어렵게 찾은 이길 만만치 않단걸 알지만 부딪혀 보는 거야 후회없이 나가리라 흘러가리 우리만의 고지를 위해 (open mind) 세상 누구와도 싸우고 싶진 않아 결국 세월속에 파묻혀서 흘러갈뿐 언제까지란 기약은 우리 한적없어 생이 다하는 그날까지 사나이우정 갈때까지 가리 가고싶은 우리 music ground 마지막 미소가 함박 웃음이 될때까지
비바소울 1집
Samuel, D'low 그리고 J double O D.우리의 음악이야기 P.U.N.X 외쳐대던 낡은 지하실 그땐 그게 마냥 좋아 노랠 불렀지.후횐 절대 없어 내가 택한 길 태양이 비춰주지 않아도 나 행복하길 바랬지. 마음을 닫고 세상을 욕하고 목이 터져라 외쳐 (We're not gonna take it.)시간이 흘러 거리에서 비워진 술잔만큼 세상을 배워 여유가 생겨(open mind) 우리를 바꿔 더 적셔. beat 그리고 melody 모두 새롭게 채워. 조심스레 잡아든 microphone 이제야 익숙해 주위의 시선들도. no music no life? no women no life. yeh ' 아직도 우린 젊어' 이렇게 말해

### 2집: Refresh (2007)
1. V.I.V.A.S.O.U.L
2. Soul Music (Feat. Alex)
3. City High (Feat. Sugar Flow)
4. Cry (Feat. 하동균)
5. High Up (Feat. Maboos)
6. Illusion (Jood Solo)
7. Tko Beat
8. Break Down (Feat. TKO)
9. Freedom (Feat. Shina-e)
10. Goodbye 20’s (내 생애 초록빛 29page) (Feat. Koonta)
11. Keep On (Feat.채영)  Viva Soul
12. Do You Remember (Feat. Yona)
13. Fallin’ Down (Feat. 휘성)
14. Happy Birthday 2 U (D’low Solo)
15. Refresh (samuel With DJ i.t)

- 앨범의 타이틀곡이면서 하동균이 피춰링한 Cry와 휘성이 피춰링한 Fallin' Down은 비트와 주드와 딜로가 하는 랩 부분은 같으나 각자의 피춰링 부분의 가사는 다른 곡이다.

### Our nation 3 (1999)
1. 대한민국 펑크키드
2. 내 맘대로
3. 시끄러운 녀석들
4. 만수무강 하고싶소
5. 돈다
6. 그 누가 나의 존재를 알까
7. 철장밖의 원숭이
8. 거북이

### 컴필레이션: 3000 Punk (1999)
03.  딸딸이 김교수

　24.  18크럭 한국을 떠나다

### 기타
- 2005 국악축전 - 아침의 노래
국악축전(또는 나라음악큰잔치)는 2004년부터 이뤄진 행사로 여러 아티스트들이 국악을 응용한 곡을 만들어 참여했다. 비바소울은 '아침의 노래'를 작곡했는데 후에 이 곡을 응용하여 2집에서 High Up을 작사&작곡했다. 국악축전은 2007년을 마지막으로 막을 내렸다.